# Daniel Crista
Daniel Crista (* 31. Januar 1991 in Reșița) ist ein rumänischer Radsportler, der sowohl auf der Bahn als auch auf der Straße aktiv ist.

## Karriere
Crista konnte ab 2012 einige kleine Rennen für sich entscheiden. Seine ersten größeren Erfolge konnte er 2018 auf der Bahn feiern. In dem Jahr wurde er rumänischer Meister im Punktefahren und in der Einerverfolgung. Auch den ersten Sieg auf der Straße gewann er 2018 beim Prolog der Tour of Szeklerland. 2019 und 2020 gewann er einige Titel bei den nationalen Bahnmeisterschaften. 2020 wurde er überdies rumänischer Meister im Straßenrennen. Bis einschließlich 2023 errang er mindestens 19 nationale Titel auf der Bahn.

## Erfolge

### Straße
2018
- Prolog Tour of Szeklerland

2019
- Prolog Tour of Szeklerland

2020

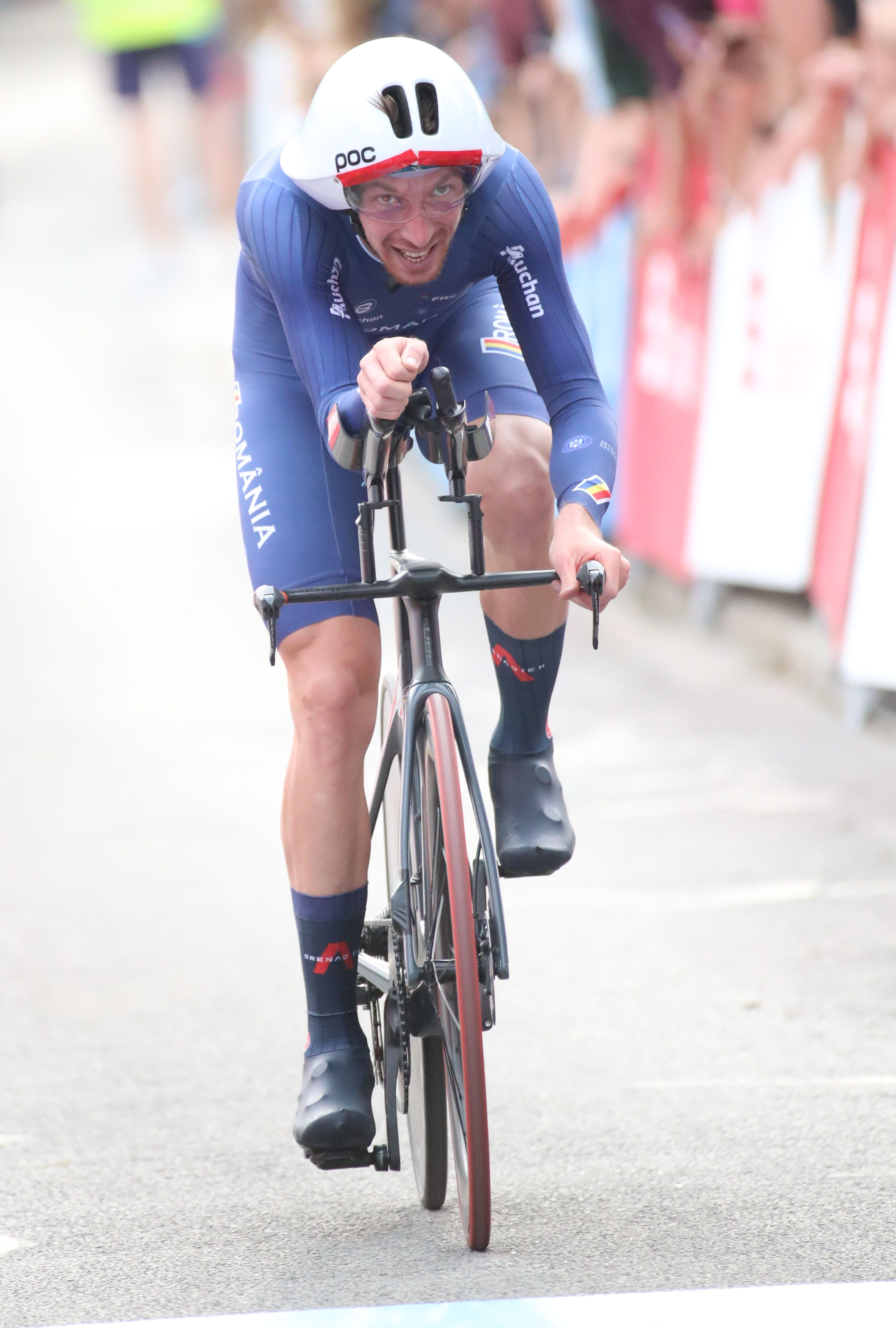
Crista bei den European Championships 2022

- Rumänischer Meister im Straßenrennen

2021
- eine Etappe Rumänien-Rundfahrt

2022
- Rumänischer Meister – Einzelzeitfahren

2023
- eine Etappe Turul Deva

2024
- eine Etappe Turul Deva

### Bahn
2020
- Rumänischer Meister – Scratch, Punktefahren, Mannschaftsverfolgung, Omnium, Einerverfolgung

2019
- Rumänischer Meister – Mannschaftsverfolgung, Omnium, Einerverfolgung

2018
- Rumänischer Meister –  Einerverfolgung, Punktefahren

2020
- Rumänischer Meister –  Einerverfolgung, Omnium, Punktefahren, Scratch, Mannschaftsverfolgung (mit Valentin Plesea und George Porumb)

2021
- UCI Track Cycling Nations’ Cup in Cali – Einerverfolgung, Omnium

2022
- Rumänischer Meister – 1000-Meter-Zeitfahren, Einerverfolgung, Ausscheidungsfahren, Omnium, Teamsprint (mit Valentin Plesea und Emil Dima), Punktefahren, Scratch, Sprint, Mannschaftsverfolgung (mit Valentin Plesea, Mihai-Sebastian Paveliu und Emil Dima)